# Khu kinh tế cửa khẩu (Việt Nam)
Khu kinh tế cửa khẩu ở Việt Nam là một không gian kinh tế xác định, gắn với cửa khẩu quốc tế hay cửa khẩu chính của quốc gia, có dân cư sinh sống và được áp dụng những cơ chế, chính sách phát triển đặc thù, phù hợp với đặc điểm từng địa phương sở tại nhằm mang lại hiệu quả kinh tế - xã hội cao nhất dựa trên việc quy hoạch, khai thác, sử dụng, phát triển bền vững các nguồn lực, do Chính phủ hoặc Thủ tướng quyết định thành lập..
Một phần lớn các khu kinh tế cửa khẩu được địa phương đề xuất với tưởng tượng thái quá, không tính đúng tính đủ hai bên biên giới có cái gì, dẫn đến khi triển khai thì không có tính thực tế. Các khu kinh tế đặt ở vùng mà hai bên biên giới là vùng chưa phát triển thì sau hàng chục năm vẫn còn là "tiềm năng" trên giấy để định hướng cho tầm nhìn đến mai sau .

## Chính sách phát triển các khu kinh tế cửa khẩu
Ngay từ năm 1996, Chính phủ Việt Nam bắt đầu tiến hành thí điểm xây dựng khu kinh tế Móng Cái thông qua việc phê duyệt một số cơ chế ưu đãi cho khu kinh tế này. Trên cơ sở Móng Cái, năm 1998, Chính phủ tiến hành thí điểm ở quy mô rộng rãi hơn với việc phê duyệt chính sách ưu đãi cho Khu kinh tế cửa khẩu Mộc Bài và Khu thương mại Lao Bảo. Đây là lần đầu tiên, tên gọi Khu kinh tế cửa khẩu được sử dụng một cách chính thức. Tuy nhiên, khái niệm về khu kinh tế cửa khẩu vẫn chưa được xác định.
Năm 2001, Thủ tướng Chính phủ ra Quyết định về chính sách đối với Khu kinh tế cửa khẩu biên giới. và Bộ Tài chính ra Thông tư hướng dẫn thi hành chính sách tài chính áp dụng cho các khu kinh tế cửa khẩu biên giới. Cuối tháng 12 năm 2002, Chính phủ tổ chức hội nghị sơ kết tình hình thực hiện chính sách khu kinh tế cửa khẩu biên giới. Sau hội nghị, Chính phủ đã khẳng định: "Về kinh tế đã có bước phát triển làm sống động cuộc sống tại các Khu vực cửa khẩu: góp phần chuyển dịch cơ cấu kinh tế của Tỉnh, có cửa khẩu của khu vực và cả nước; thúc đẩy một số ngành sản xuất phát triển đồng thời góp phần tăng thu ngân sách; tạo kết cấu hạ tầng cho Khu kinh tế cửa khẩu và các vùng liên quan. Về xã hội đã tạo thêm công ăn việc làm cho người lao động; từng bước nâng cao đời sống dân cư khu vực và tạo ra diện mạo mới cho vùng biên cương trước đây là vùng sâu, vùng xa đặc biệt khó khăn trở thành vùng sôi động; thúc đẩy quá trình "đô thị hoá" ở đó." 
Tháng 10 năm 2005, Chính phủ chính thức cho phép thành lập khu bảo thuế trong khu kinh tế cửa khẩu, cam kết sẽ hỗ trợ có mục tiêu cho ngân sách địa phương trong công tác phát triển cơ sở hạ tầng của khu kinh tế cửa khẩu.
Đầu năm 2008, Thủ tướng Chính phủ Việt Nam đã phê duyệt "Quy hoạch phát triển các Khu kinh tế cửa khẩu của Việt Nam đến năm 2020". Theo đó, đến năm 2020, Việt Nam sẽ có 30 khu kinh tế cửa khẩu. Các khu kinh tế cửa khẩu Móng Cái, Lào Cai, Đồng Đăng-Lạng Sơn, Lao Bảo, Cầu Treo, Bờ Y, Mộc Bài, An Giang và Đồng Tháp sẽ được quan tâm xây dựng đồng bộ về kết cấu hạ tầng, mô hình tổ chức quản lý, cơ chế, chính sách.

## Những đặc trưng cơ bản của khu kinh tế cửa khẩu

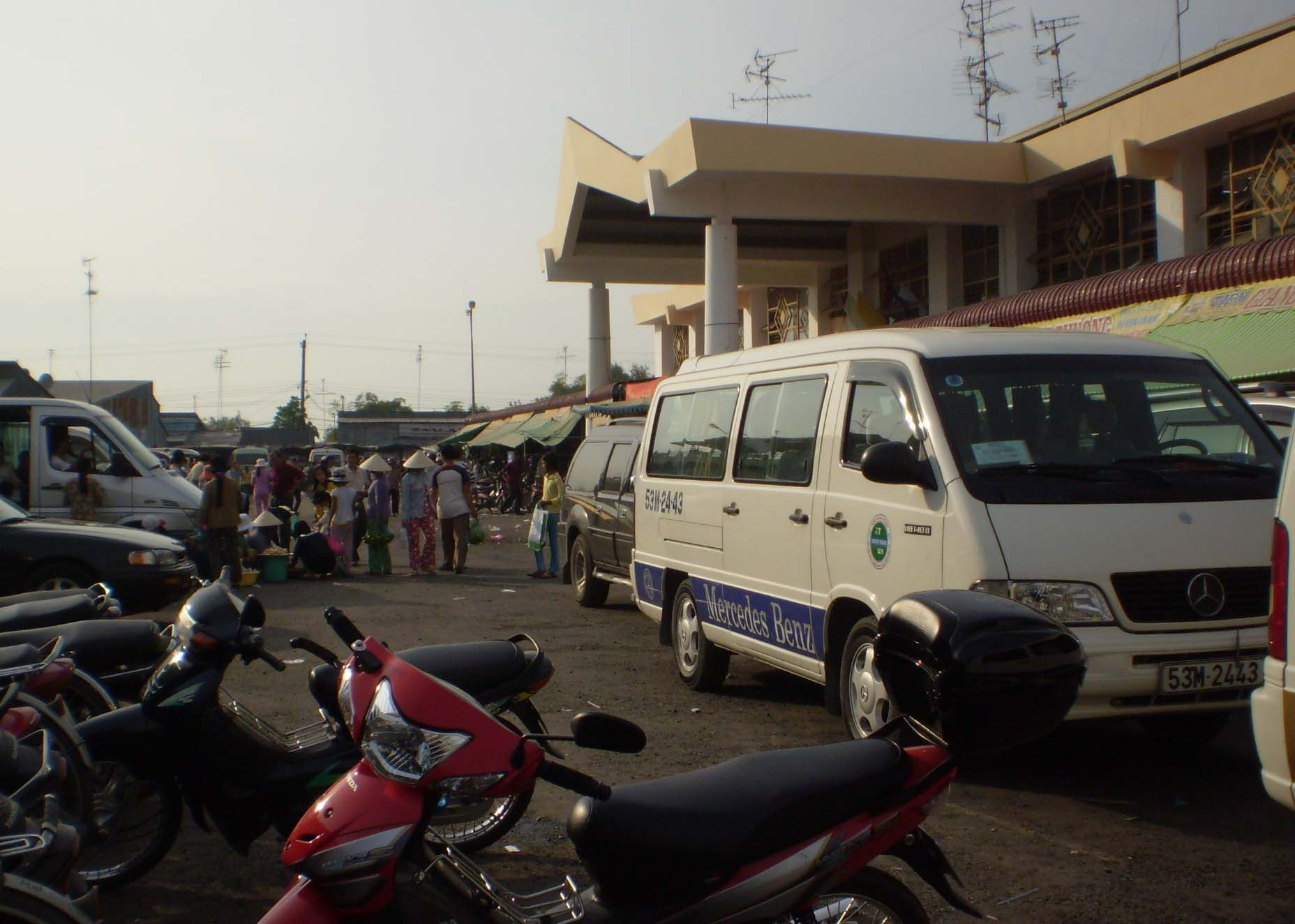
Một quang cảnh tại khu vực cửa khẩu Tịnh Biên thuộc Khu kinh tế cửa khẩu An Giang.

Về đại thể, khu kinh tế của khẩu có một số đặc trưng phổ quát sau đây:
1. Các khu kinh tế cửa khẩu cách xa trung tâm kinh tế - chính trị - văn hóa của đất nước.
2. Dân cư tại các khu kinh tế cửa khẩu với dân cư địa phương lân cận của các nước láng giềng có sự tương đồng nhau về văn hoá, truyền thống, tín ngưỡng tôn giáo,...
3. Có sự khác biệt về trình độ phát triển kinh tế - xã hội - môi trường và chất lượng cuộc sống.
4. Hợp tác và cạnh tranh là đặc trưng chủ yếu.
5. Hợp tác và giao lưu kinh tế dựa trên nguyên tắc tôn trọng chủ quyền của nhau, bình đẳng các bên cùng có lợi.

## Vai trò của các khu kinh tế cửa khẩu
Các khu kinh tế cửa khẩu có thể có những đóng góp rất lớn đối với nền kinh tế Việt Nam. Nó tác động đến mọi lĩnh vực của đời sống xã hội đất nước nói chung và các tỉnh biên giới nói riêng. Nhưng nhìn chung, có các vai trò chủ yếu sau đây:
1. Tạo điều kiện phát huy tiềm năng, ưu thế các địa phương biên giới.
2. Góp phần mở rộng giao lưu, buôn bán.
3. Xây dựng các hệ thống phân phối, cung cấp trên các lĩnh vực.
4. Tạo ra việc làm, góp phần cải thiện chất lượng cuộc sống người dân địa phương và các khu vực lân cận.
5. Giảm chênh lệch phát triển giữa các vùng, tạo điều kiện để phát triển kinh tế- xã hội toàn diện.
6. Cải thiện cơ sở hạ tầng, thúc đẩy phát triển kinh tế - xã hội địa phương.
7. Góp phần khẳng định chủ quyền trên đất liền của Tổ quốc.

## Các nhân tố ảnh hưởng đến sự hình thành và phát triển các khu kinh tế cửa khẩu
1. Yếu tố tự nhiên.
2. Yếu tố lịch sử.
3. Trình độ phát triển kinh tế - xã hội của các bên.
4. Chính sách đối ngoại và quan hệ kinh tế - chính trị.

## Danh sách các khu kinh tế cửa khẩu
Hiện ở 21 tỉnh biên giới của Việt Nam được thành lập làm khu kinh tế cửa khẩu hoặc được áp dụng chính sách khu kinh tế cửa khẩu tại đó, do Thủ tướng Chính phủ hoặc chính quyền địa phương ra quyết định. Khu được thành lập sớm nhất vì mục đích thí điểm là Khu Kinh tế Cửa khẩu Móng Cái (Móng Cái, tỉnh Quảng Ninh). Sau đây là danh sách các khu kinh tế cửa khẩu xếp theo tỉnh lần lượt từ tỉnh phía Đông sang phía Tây, phía Bắc xuống phía Nam.
| Tỉnh           | Khu kinh tế cửa khẩu                          |
| -------------- | --------------------------------------------- |
| Quảng Ninh     | Móng Cái, Bắc Phong Sinh, Hoành Mô - Đồng Văn |
| Lạng Sơn       | Đồng Đăng - Lạng Sơn, Chi Ma                  |
| Cao Bằng       | Cao Bằng                                      |
| Hà Giang       | Thanh Thủy                                    |
| Lào Cai        | Lào Cai                                       |
| Lai Châu       | Ma Lù Thàng                                   |
| Điện Biên      | Tây Trang                                     |
| Sơn La         | Sơn La                                        |
| Hà Tĩnh        | Cầu Treo                                      |
| Quảng Bình     | Cha Lo                                        |
| Quảng Trị      | Lao Bảo                                       |
| Thừa Thiên Huế | A Đớt                                         |
| Quảng Nam      | Nam Giang                                     |
| Kon Tum        | Bờ Y                                          |
| Gia Lai        | Đường 19                                      |
| Bình Phước     | Hoa Lư (Bonuê)                                |
| Tây Ninh       | Mộc Bài, Xa Mát                               |
| Long An        | Long An                                       |
| Đồng Tháp      | Đồng Tháp                                     |
| An Giang       | An Giang                                      |
| Kiên Giang     | Hà Tiên                                       |

Ghi chú: Các khu kinh tế cửa khẩu in đậm được Chính phủ Việt Nam tập trung đầu tư phát triển từ nguồn ngân sách nhà nước giai đoạn 2013 – 2015 theo Công văn số 2074/TTg-KTTH của Thủ tướng.
Trước năm 2015, chính phủ Việt Nam có kế hoạch bổ sung thêm 4 khu kinh tế cửa khẩu là A Đớt ở Thừa Thiên Huế, Nậm Cắn - Thanh Thủy ở Nghệ An, Na Mèo ở Thanh Hóa, Khu kinh tế cửa khẩu Long An ở Long An. Từ năm 2015 đến 2020 bổ sung thêm 3 khu kinh tế cửa khẩu là La Lay ở Quảng Trị, Đắk Per ở Đăk Nông, Đắk Ruê ở Đăk Lăk.